# Walenty Bartoszewski
Walenty Bartoszewski – jezuita, z pierwszej połowy XVII wieku. Z prac jego są znane: Rozmowa, albo lament duszy i ciała potępionych, 1609 roku. Pobudka na obchodzenie nabożne świętości rocznej, trjumfu i pompy Ciała Bożego, dana 1614 r.; Parthenomelica albo pienia nabożne o Najświętszej Pannie, 1613 z nutami; Dowód processiej nabożnej Ciału Bożego, 1615; Pienia wesołe dziatek, 1611, ułożone na przyjazd króla do Wilna po wzięciu Smoleńska; Monodia po zejściu Adr. Wojtkowskiego; Emblema cnót panom Kiszkom, 1614; Trenodie albo nagrobne plankty..... na pamiątkę zejścia Elżbiety Wesslówny, małżonki P. Sapiechy, 1615; Bezoar z łez ludzkich czasu, za morowego powietrza utworzony, 1624, składa się z 23 pieśni.
Wydał kantyczki polskie w Wilnie około 1610–1620 roku. Autor pieśni kościelnych: śpiewu na powrót króla Zygmunta III do Wilna po wzięciu Smoleńska (Pienia wesołe dziatek na przyjazd do Wilna króla M. Senatu i Rycerstwa).